# Alex Turrin
Alex Turrin (Feltre, 3 de junio de 1992) es un ciclista italiano que fue profesional entre 2016 y 2018.

## Palmarés
2016
- 1 etapa de la Vuelta a Marruecos

## Resultados en Grandes Vueltas
| Carrera | Carrera         | 2016 | 2017 | 2018 |
| ------- | --------------- | ---- | ---- | ---- |
|         | Giro de Italia  | —    | —    | 86.º |
|         | Tour de Francia | —    | —    | —    |
|         | Vuelta a España | —    | —    | —    |

—: no participa

Ab.: abandono